# Vítor Constâncio
Vítor Manuel Ribeiro Constâncio (født 12. oktober 1943, Lissabon) er en portugisisk økonom og politiker, tidligere generalsekretær for Socialistisk Parti, i dag næstformand for Den Europæiske Centralbank siden 2010. Constâncio er uddannet i økonomi fra Universitetet i Lissabon.